# Marcondes Gadelha
Marcondes Iran Benevides Gadelha (Sousa, 23 de julho de 1943) é um médico e político brasileiro filiado ao Podemos (PODE). Foi vice-presidente nacional do Partido Social Cristão (PSC).

## Biografia
Filho de José de Paiva Gadelha e Miriam Benevides Gadelha, nasceu em Sousa, município localizado no Sertão Paraibano. Marcondes é irmão do deputado estadual Renato Gadelha e do ex-prefeito sousense Salomão Gadelha, e pai do deputado federal Leonardo Gadelha. Seu pai também foi deputado federal.
Formou-se em Medicina pela Universidade Federal de Pernambuco e iniciou a carreira política no final dos anos 60.
Foi eleito deputado federal por três legislaturas consecutivas, nos períodos de 1971 a 1975, 1975 a 1979, e 1979 a 1983. Foi senador da república no período de 1983 a 1991.
Em 1989, candidatou-se a vice-presidente, na chapa de Silvio Santos, pelo PMB. O registro da chapa Silvio–Marcondes foi impugnado pelo Tribunal Superior Eleitoral (TSE), por conta do cancelamento do registro do PMB, a pedido da campanha de Fernando Collor.
No final da década de 1990, voltou a eleger-se deputado federal, por mais três legislaturas: 1999 a 2003, 2003 a 2007, e 2007 a 2011. Em 2010, candidatou-se a primeiro suplente de senador na chapa de Wilson Santiago.
Para a 54.ª legislatura, foi eleito apenas suplente de deputado federal, mas com o falecimento do deputado federal Rômulo Gouveia, assumiu a vaga em 17 de maio de 2018.